# Aguirre (departement)
Aguirre is een departement in de Argentijnse provincie Santiago del Estero. Het departement (Spaans:  departamento) heeft een oppervlakte van 3692 km² en telt 7035 inwoners.

## Plaatsen in departement Aguirre
- Argentina
- Casares
- Malbrán
- Pinto